# Tsetserleg (cidade)
Tsetserleg (em mongol: Цэцэрлэг) é uma cidade da Mongólia e capital da aimag (província) de Arkhangay. Encontra-se nas encostas do Montes Khangai, a 600 km a sudoeste de Ulan Bator. Sua população é de 16 553 habitantes, de acordo com o censo de 2000, e sua área é de 536 km².

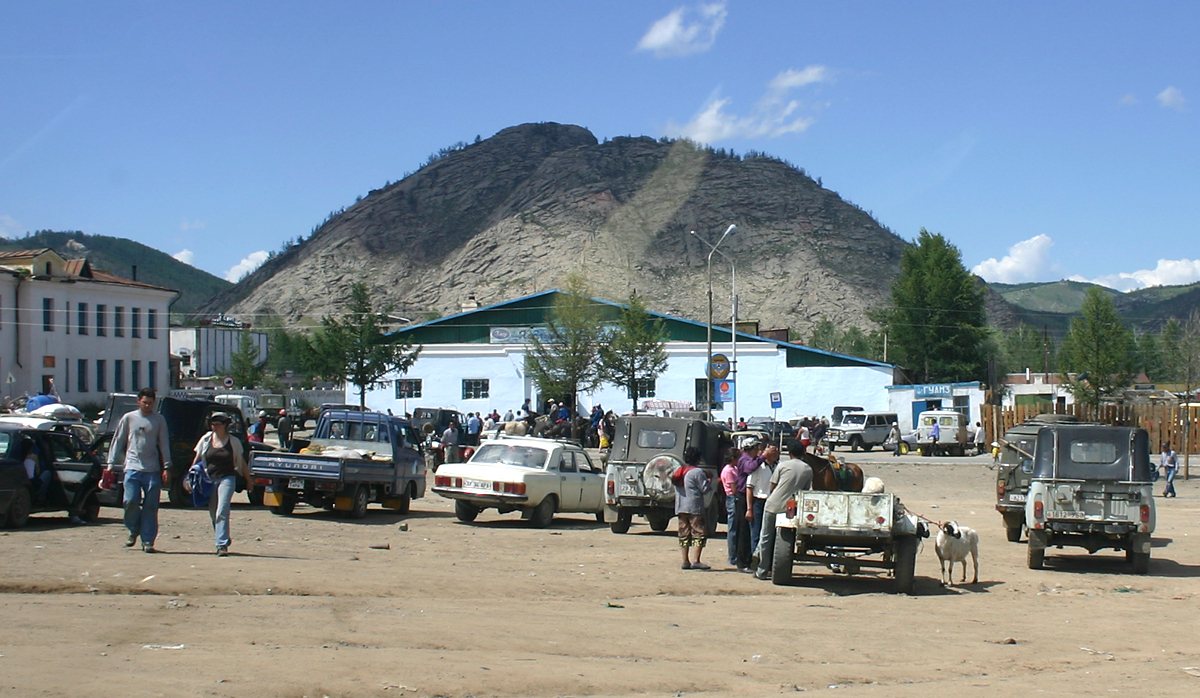
Vista de uma área de Tsetserleg.